# Down (canción de Fifth Harmony)
«Down» es una canción del grupo estadounidense Fifth Harmony, junto al rapero Gucci Mane. Publicado el 2 de junio de 2017, es el primer sencillo de su tercer álbum de estudio de nombre Fifth Harmony (2017) y el primero como cuarteto desde la partida de Camila Cabello en diciembre de 2016.

## Lanzamiento
El 28 de mayo de 2017, Fifth Harmony comenzó una cuenta regresiva diaria para el lanzamiento de "Down" compartiendo las coordenadas de la ciudad natal de cada miembro. Al ir a la ubicación especificada, los fanes pudieron decodificar partes de las letras de la canción a través de un filtro de Snapchat. El grupo compartió el arte de la portada de acompañamiento del sencillo en Twitter el 30 de mayo de 2017. Epic Records y Syco Music lanzaron "Down" a todos los principales servicios de streaming y minoristas digitales el 2 de junio de 2017, como el sencillo principal del próximo tercer álbum de estudio de Fifth Harmony. En los Estados Unidos, "Down" fue enviado a las estaciones de radio contemporáneas rítmicas el 6 de junio ya la radio contemporánea del golpe el 13 de junio de 2017. El video musical oficial fue lanzado el 8 de junio de 2017 y fue promovido mostrando un vistazo del video en Good Morning America ese mismo día.

## Vídeo musical
El video musical se estrenó en el canal de Vevo/YouTube de Fifth Harmony el 8 de junio de 2017. Fue dirigido por James Larese y superó las 5 millones de reproducciones en menos de 24 horas. Este tiene un concepto simple en donde se ve a las cuatro integrantes del grupo bailar y lanzar miradas a la cámara en el interior y en el exterior de un motel donde abundan las luces de neón de color lila.

## Presentaciones en vivo

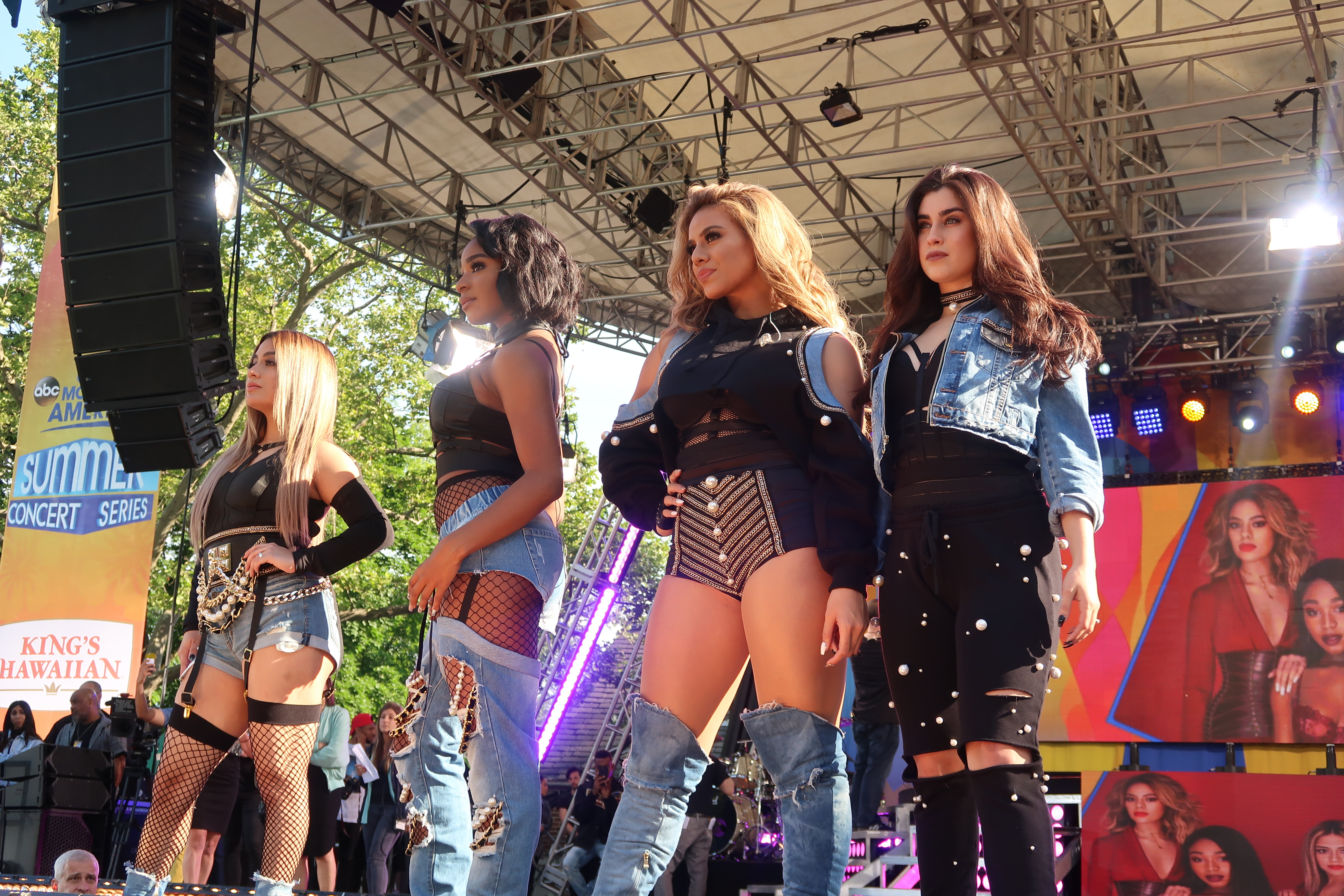
Fifth Harmony presenta su nuevo sencillo "Down" en Good Morning America en Nueva York el 2 de junio de 2017.

Fifth Harmony y Gucci Mane dieron su primera actuación en vivo de "Down" en Good Morning America el 2 de junio de 2017. También realizaron el sencillo en la fiesta de la piscina del verano de iHeartRadio donde también interpretaron sus mayores éxitos. El 24 de julio se emitió su entrevista en Jimmy Fallon donde interpretaron la pista.

## Créditos y personal
- Ammo – compositor y productor
- Gucci Mane – compositor
- Dallas Koehlke – compositor y productor
- Jude Demorest – compositor
- Phil Tan – ingeniero de mezcla
- Bill Zimmerman – ingeniero
- Andrew Bolooki – productor vocal
- Desi Aguilar – asistente de ingeniería
- Michelle Mancini – masterización

## Posicionamiento en listas

### Semanales
| Lista (2017)                                | Mejor posición |
| ------------------------------------------- | -------------- |
| Australia (ARIA)                            | 66             |
| Bélgica (Flandes) (Ultratip Bubbling Under) | 22             |
| Bélgica (Valonia) (Ultratip Bubbling Under) | 40             |
| Canadá (Canadian Hot 100)                   | 46             |
| República Checa (Singles Digital Top 100)   | 50             |
| Francia (SNEP)                              | 73             |
| Hungría (Single Top 40)                     | 22             |
| Irlanda (IRMA)                              | 46             |
| Países Bajos (Mega Singles Top 100)         | 94             |
| Nueva Zelanda (Recorded Music NZ)           | 3              |
| Filipinas (Philippine Hot 100)              | 24             |
| Portugal (AFP)                              | 40             |
| Escocia (Scottish Singles Sales Chart)      | 24             |
| Eslovaquia (Singles Digital Top 100)        | 47             |
| España (PROMUSICAE)                         | 100            |
| Suecia (Sverigetopplistan)                  | 85             |
| Suiza (Schweizer Hitparade)                 | 58             |
| Reino Unido (UK Singles Chart)              | 47             |
| Estados Unidos (Billboard Hot 100)          | 42             |
| Estados Unidos (Mainstream Top 40)          | 25             |

## Certificaciones
| País (Organismo certificador) | Certificación | Ventas    |
| ----------------------------- | ------------- | --------- |
| Estados Unidos (RIAA)         | Oro           | 1 000 000 |
| Reino Unido (BPI)             | Plata         | 200 000   |
| Canadá (Music Canada)         | Oro           | 40 000    |
| 🇲🇽 México (AMPROFON)          | Oro           | 30 000    |
| Chile (IFPI)                  | Oro           | 5 000     |

## Historial de publicación
| Región         | Fecha               | Formato                        | Discográfica            |
| -------------- | ------------------- | ------------------------------ | ----------------------- |
| Mundial        | 2 de junio de 2017  | Descarga digital Streaming     | Epic Records Syco Music |
| Estados Unidos | 2 de junio de 2017  | Descarga digital Streaming     | Epic Records            |
| Estados Unidos | 6 de junio de 2017  | Rhytmic Contemporary hit radio | Epic Records            |
| Estados Unidos | 13 de junio de 2017 | Contemporary hit radio         | Epic Records            |